# Sindromul Avellis
Sindromul Avellis este un eponim care desemnează un sindrom bulbar cauzat de o patologie endocraniană cu afectarea a nervilor cranieni IX, X, XI și a ramurii interne bulbare. Sindromul mai este cunoscut și sub numele de hemiplegia lui Avellis, sindromul Avellis-Longhi sau sindromul Longhi-Avellis.

## Manifestări clinice
Sindromul este caracterizat prin:
1. hemiplagie laringiană cu disfonie,
2. ușoară hemipareză faringiană Arhivat în 1 septembrie 2013, la Wayback Machine.,
3. hemiplagie velopalatină cu rinolalie și refluarea lichidelor pe nas,
4. tulburări ale ritmului cardiac
5. tuse spastică la apăsarea pe tragus.

Manifestările clinice au fost descrise de otolaringologul german Georg Avellis care, în 1891, a publicat o serie de 10 pacienți cu manifestări identice. Ulterior, Marcel Lermoyez (1858-1929) a denumit această asociere de semne și simptome ca „sindromul Avellis”. Otolaringologul italian Giovanni Longhi a descris pacienți cu simptome similare, sindromul fiind cunoscut și sub denumirile de sindromul Avellis-Longhi sau sindromul Longhi-Avellis.